# Marie de Brimeu
Marie de Brimeu of in het Nederlands Maria van Brimeu (Megen, ca. 1550 – Luik, 18 april 1605) was een vrouw uit de hoge adel van de Zuidelijke Nederlanden. Zij was erfgravin van Megen en door haar tweede huwelijk prinses van Chimay. Zij werd katholiek opgevoed maar ging na het overlijden van haar eerste man over tot de protestantse kerk. Zij steunde de Nederlandse opstandelingen in de strijd tegen de Spaanse koning en was in de Republiek der Zeven Verenigde Nederlanden een invloedrijk persoon in adellijke, diplomatieke en wetenschappelijke kringen.
De Brimeu was zeer geïnteresseerd in planten en tuinaanleg; haar deskundigheid op dat gebied werd gerespecteerd door de beroemde plantkundige Carolus Clusius, met wie ze jarenlang correspondeerde en wiens werk ze steunde.

## Biografie
Marie de Brimeu was de dochter van George de Brimeu en Anna van Walthausen. Haar familie behoorde tot de hoge adel van de Zuidelijke Nederlanden. Zij bracht haar jeugd door in Mechelen en Brugge.
In 1572 erfde ze het graafschap Megen van haar oom Karel van Brimeu en was sindsdien ''suo jure'' (in haar eigen naam) gravin van Megen. Rond deze tijd trouwde ze met Lancelot de Berlaymont die net als zijn oudere broer, de stadhouder Gilles van Berlaymont, in de Nederlandse opstand aan de kant van de Spanjaarden stond. Hij overleed in 1578. Kort na zijn dood ging Marie de Brimeu over tot de protestantse kerk en koos ze de kant van de opstandelingen. In 1581 hertrouwde ze met Karel III van Croÿ, prins van Chimay. Onder haar invloed werd ook hij protestant en begon de opstandelingen te steunen. In juni 1582 verliet het echtpaar min of meer noodgedwongen de Zuidelijke Nederlanden omdat er daar steeds strengere maatregelen tegen het protestantisme van kracht werden.
Na een conflict met Willem van Oranje keerde Karel van Croÿ in 1584 terug naar de katholieke kerk en voegde hij zich weer bij het Spaanse kamp. Voor Marie de Brimeu was dit reden om haar man te verlaten. De toen heersende praktijk was dat een man de volledige controle had over het bezit van zijn vrouw. De Staten-Generaal van de Nederlanden gaven Marie de Brimeu echter de zeggenschap over haar eigen bezittingen, waarop Karel van Croÿ een reeks juridische procedures begon om zijn greep op haar bezit en titels te behouden. Zolang de zaak niet was beslecht viel een deel van het inkomen van Marie de Brimeu weg; zij liet in haar graafschap Megen nieuwe munten slaan om te voorkomen dat haar inkomstenstroom zou opdrogen. In 1586 deed Van Croÿ een mislukte poging om haar te laten vergiftigen.

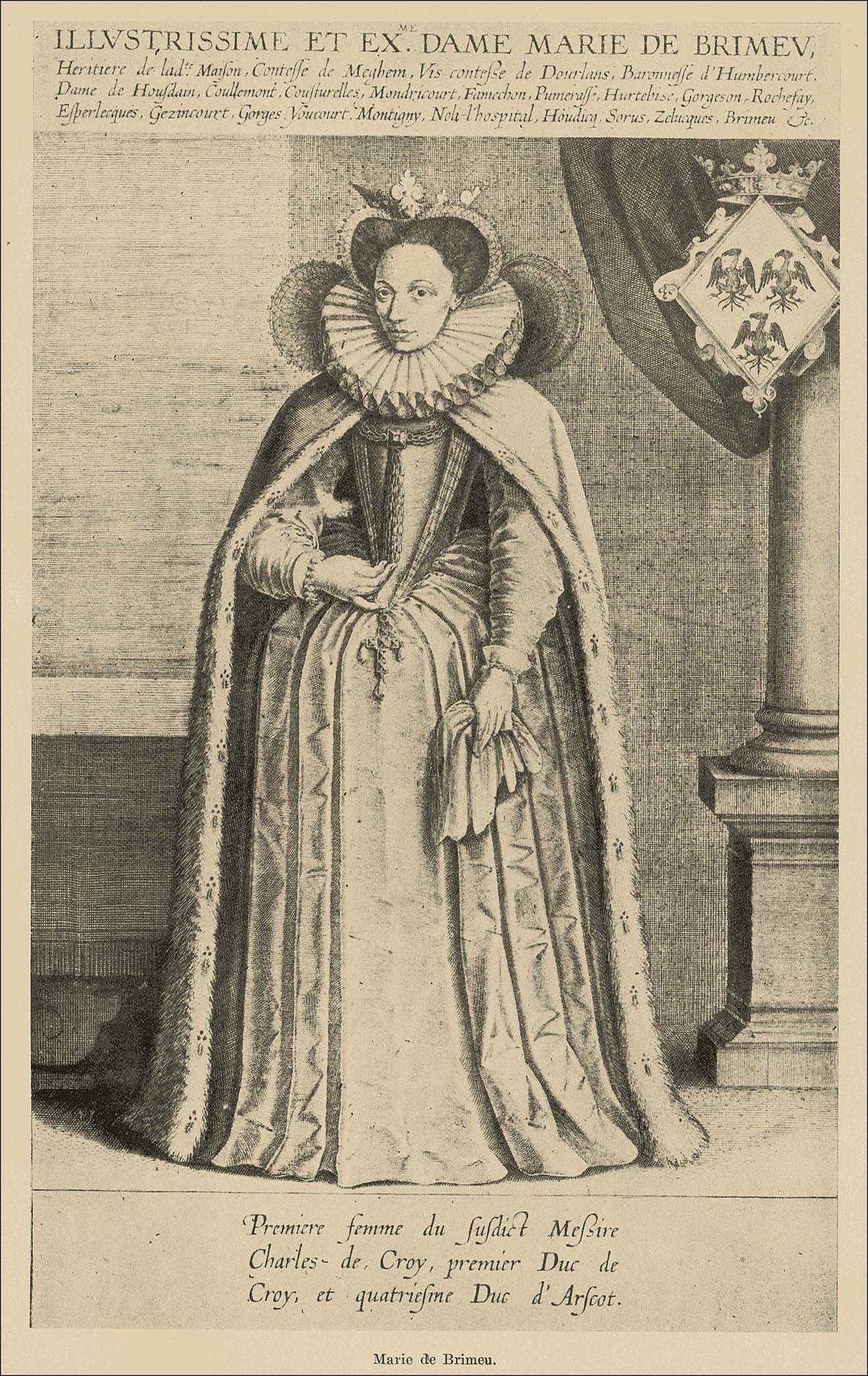
Marie de Brimeu

Tussen 1584 en 1600 woonde Marie de Brimeu in Middelburg, Delft, Utrecht, Leiden en Den Haag. Ze had veel contacten met politici, buitenlandse diplomaten en wetenschappers, en verkeerde in de kringen rondom stadhouder Willem van Oranje en zijn opvolger Maurits. Zij was onder andere bevriend met de graaf van Leicester, Walburgis van Nieuwenaar (de weduwe van de geëxecuteerde graaf van Horne) en Louise de Coligny. Zij was betrokken bij pogingen om de relatie tussen de Republiek der Zeven Verenigde Nederlanden en de Zuidelijke Nederlanden te verbeteren. Op verzoek van de Staten-Generaal ging zij in 1593 in Den Haag wonen, zodat ze dichter bij het hof was.
Rond 1600 trof ze na jaren van juridische strijd en lange onderhandelingen een overeenkomst met haar man, zonder dat er sprake was van een echte verzoening. Ze voegde zich weer bij Van Croÿ in Luik maar gaf haar protestantse geloof niet op. De laatste jaren van haar leven leed ze onder een slechte gezondheid. Ze overleed in 1605 in Luik en werd begraven in Megen.

## Tuinen en planten

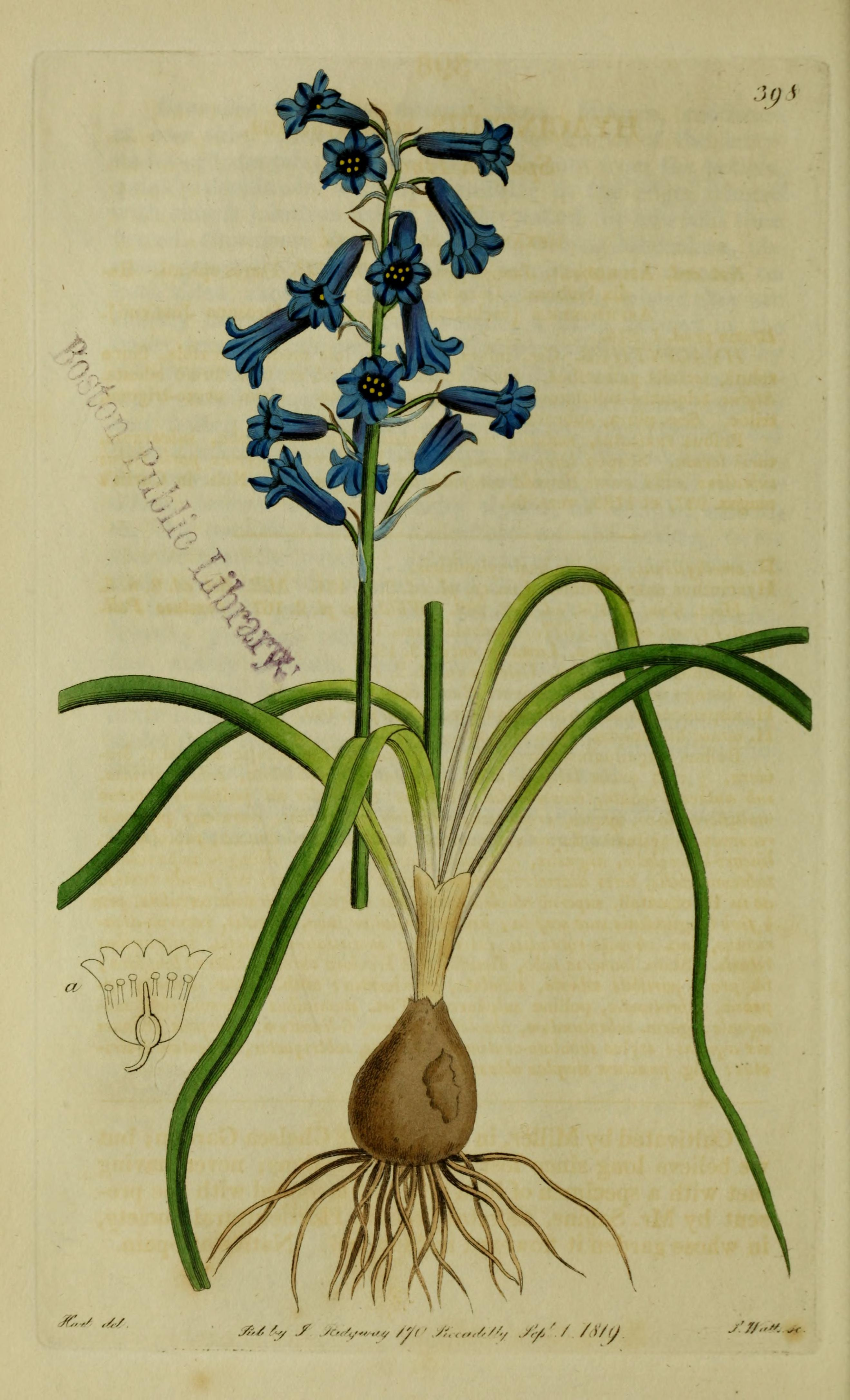
Brimeura amethystina: het plantengeslacht Brimeura is naar Marie de Brimeu vernoemd

Op jonge leeftijd raakte Marie de Brimeu geïnteresseerd in planten. Al voordat ze naar de Noordelijke Nederlanden kwam, had zij tuinen aangelegd bij de huizen waar zij woonde en stond ze bekend als een van de eerste succesvolle kwekers van tulpen. Vermoedelijk kwam zij al in deze tijd in contact met Carolus Clusius, een vermaarde plantkundige van die tijd. Zij correspondeerden en wisselden zaden, zeldzame planten en tekeningen uit.
Rond 1590 woonde ze in Leiden, naast het terrein waar nu de Hortus Botanicus is. In Leiden leerde ze Johan van Hoogeland kennen, ook een vriend van Carolus Clusius, en een gerespecteerd plantkundige en tuinier. Zij waren beiden betrokken bij de net opgerichte Universiteit Leiden, en wisten de bestuurders over te halen om Clusius een positie als hoogleraar aan te bieden.
Tuinieren was haar passie en een manier om aan de spanningen van het leven tijdens de Tachtigjarige Oorlog te ontsnappen. Zij ontwierp haar tuinen zelf, waarbij ze zich eens liet inspireren door de kleuren en patronen van een wandtapijt. Zij hield zich echter ook op een meer onderzoekende manier bezig met planten. Zo wilde ze achterhalen waarom er bij de kweek van tulpen van de ene generatie op de andere kleurveranderingen konden optreden.
Het plantengeslacht Brimeura is naar Marie de Brimeu vernoemd.

## Externe bron
- Biografie van Marie de Brimeu op Brabantserfgoed.nl.
- Brimeu, Marie de, in: Digitaal Vrouwenlexicon van Nederland.

- Biografisch Portaal: 71498005
- International Standard Name Identifier: 0000 0003 9276 5790
- Nederlandse Thesaurus van Auteursnamen: 102217157
- Virtual International Authority File: 286924593
- WorldCat: E39PBJxCxC3Qyd6VRkghv983cP